# Komizm postaci
Komizm postaci – jeden z trzech podstawowych rodzajów komizmu. Próba wywołania reakcji wesołości u odbiorcy sposobem prezentacji konkretnej postaci, przez szczególne uwypuklenie jej charakterystycznych cech.
Cechy wyodrębniane u postaci celem stworzenia postaci komicznej:
- wygląd zewnętrzny (budowa ciała, wzrost)
- cechy charakterystyczne budowy ciała niezależne od postaci (znamiona, garb itp.)
- elementy wyglądu zależne od postaci (ubiór, fryzura, zarost)
- zachowanie ogólne (nawyki, wymowa, tiki itp.)
- zachowanie w określonych sytuacjach
- cechy osobowości (temperament, fobie)
- charakter (np. chciwość, obłuda, obojętność)
- wiedza, wykształcenie
- poglądy (światopogląd, poglądy polityczne)